# Беленя, Ежи
Ежи Беленя (пол. Jerzy Bielenia; 16 апреля 1918 — 25 июня 2001) — польский актёр театра, кино и радио, также актёр озвучивания

## Биография
Ежи Беленя родился 14 апреля 1918 года в Минске. С 1936 года снимался в кино. С 1938 он начал учиться актёрство в Государственном институте театрального искусства в Варшаве, но учёбу прервала Вторая мировая война. В театре дебютировал в 1945 г. Актёр театров в Лодзи и Варшаве, выступал также в радио. Умер 25 июня 2001 года в Варшаве.

## Избранная фильмография

### актёр
| Год  | Русское название                    | Оригинальное название     |
| ---- | ----------------------------------- | ------------------------- |
| 1936 | Фред осчастливит мир                | Fredek uszczęśliwia świat |
| 1937 | О чём мечтают женщины               | O czym marzą kobiety      |
| 1939 | Руковожу здесь я                    | Ja tu rządzę              |
| 1939 | Бродяги                             | Włóczęgi                  |
| 1956 | Необыкновенная карьера              | Nikodem Dyzma             |
| 1959 | Кафе «Минога»                       | Cafe pod Minogą           |
| 1962 | Гангстеры и филантропы              | Gangsterzy i filantropi   |
| 1963 | Два ребра Адама                     | Dwa żebra Adama           |
| 1964 | Зной                                | Upał                      |
| 1966 | Бич Божий                           | Bicz Boży                 |
| 1966 | Давай любить сиренки                | Kochajmy syrenki          |
| 1966 | Домашняя война (только в 9-й серии) | Wojna domowa              |
| 1971 | Агент № 1                           | Agent nr 1                |
| 1974 | Потоп                               | Potop                     |
| 1986 | Предупреждения (только в 7-й серии) | Zmiennicy                 |

### озвучивание
- польские мультфильмы 1958—1978 гг.

## Признание
- 1974 — Золотой крест Заслуги.